# Château de Saint-Eustache
Le château de Saint-Eustache est une demeure du 3e quart du XVIIIe siècle qui se dresse sur le territoire de la commune française de Saint-Eustache-la-Forêt, dans le département de la Seine-Maritime, en région Normandie. L'édifice est partiellement inscrit au titre des monuments historiques.

## Localisation
Le château est situé à proximité de la grand-route, au fond d'une allée perspective bordée de buis et d'ifs taillés, dans la commune de Saint-Eustache-la-Forêt, dans le département français de la Seine-Maritime.

## Historique
En 1691, François Eustache, conseiller maître au Parlement de Normandie, acquiert la seigneurie, et c'est à son petit-fils que l'on doit, au milieu du XVIIIe siècle, la construction du château actuel.
En 1822, la demeure est vendu à Charles de Caumont. Après être passée dans de nombreuses mains, elle est acquise par M. Marcel Herrmani qui en entreprit la restauration.

## Description
La bâtisse rectangulaire en brique rouge est en élévation ordonnancée de facture classique de deux étages augmentés d'un comble à la Mansard dont la couverture est en ardoises.

## Protection
Les façades et toitures sont inscrites au titre des monuments historiques par arrêté du 21 mars 1963

## Pour approfondir